# André Bangoura
Pour les articles homonymes, voir Bangoura.
André Bangoura, né le 14 juillet 1958 à Boké en République de Guinée, est un policier, chirurgien et homme politique guinéen.
Depuis le 22 janvier 2022, il est conseiller au sein du Conseil national de la transition en tant que représentant des forces de défense et de sécurité, notamment la police nationale,.